# Trattato di Vereeniging
Il trattato di Vereeniging fu stipulato il  31 maggio 1902 tra la Colonia del Capo da una parte e Repubblica del Transvaal e Stato Libero dell'Orange dall'altra e pose fine alla Seconda guerra boera. Esso chiuse il lungo conflitto tra britannici e Boeri.
I Boeri erano guidati dal Presidente della repubblica del Transvaal Paul Kruger.